# Salman Ould Lhaj
Salman Ould Lhaj (en arabe : سلمان ولد الحاج), né le 28 septembre 1988 à Al Hoceïma (Maroc) est un footballeur marocain évoluant dans le club du Rapide Oued Zem. Il joue au poste de milieu de terrain.

## Biographie
Natif d'Al Hoceïma, il débute le football chez les jeunes du Raja Al Hoceima, avant d'être transféré dans le club le plus prestigieux de sa ville. Il fait ses débuts professionnels au Chabab Rif Al Hoceima en 2010, avant de prendre son départ pour le Moghreb de Tétouan en 2014.
Lors de la saison 2013/2014, il est sacré champion du Maroc avec le Moghreb de Tétouan. En fin de saison, il attire plusieurs clubs dont le Fath Union Sport de Rabat et la RS Berkane. 
Le 6 juillet 2017, il signe un contrat de trois ans en faveur de la RS Berkane. Avec ce club, il remporte la Coupe du Trône en 2018 et atteint la finale de la Coupe des confédérations en 2019.

## Palmarès
| Moghreb de Tétouan - Championnat du Maroc (1) : - Champion : 2013-14. |  | RS Berkane - Coupe du Trône (1) : - Vainqueur : 2018. - Coupe de la confédération : - Finaliste : 2018-19. |